# Nematogmus rutilis
Nematogmus rutilis là một loài nhện trong họ Linyphiidae.
Loài này thuộc chi Nematogmus. Nematogmus rutilis được Ryoji Oi miêu tả năm 1960.